# Auguste Toulmouche
Auguste Toulmouche (ur. 21 września 1829 w Nantes, zm. 16 października 1890 w Paryżu) – francuski malarz akademicki.
Pierwsze lekcje sztuki brał w pracowni rzeźbiarza Amedeo Rene Menarda, później uczył się rysunku i malarstwa u prywatnych nauczycieli w Nantes. W 1846 wyjechał do Paryża i podjął studia u Charlesa Gleyre. Wystawiał z powodzeniem w paryskim Salonie, gdzie był kilkakrotnie nagradzany medalami. W 1870 został odznaczony Legią Honorową V klasy.
Toulmouche znany jest głównie z sentymentalnych wyobrażeń pięknych i dostojnych kobiet, malowanych zwykle w bogatych wnętrzach. W latach 50. XIX wieku był jednym z najpopularniejszych malarzy paryskich, jego prace kupowali Napoleon III i cesarzowa Eugenia. Po wojnie francusko-pruskiej zainteresowanie jego twórczością zmalało.

## Galeria

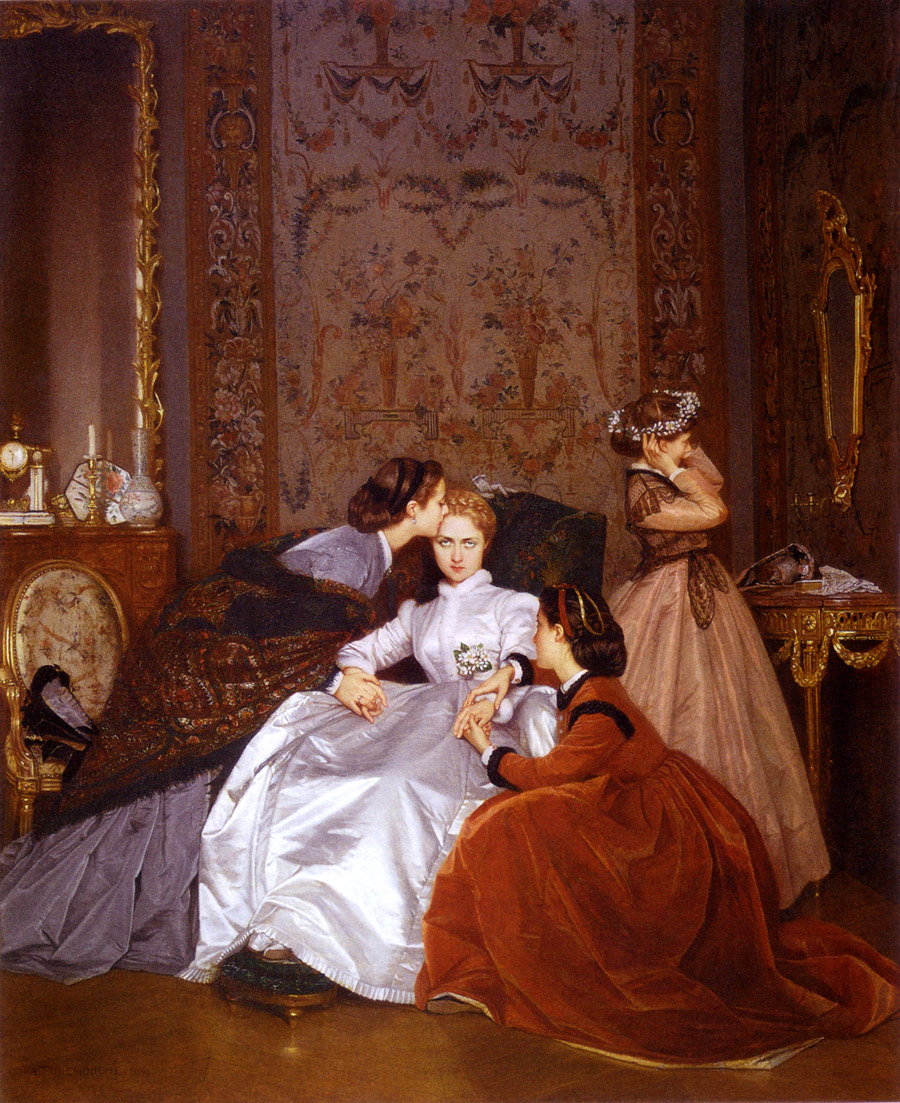
La fiancée hésitante (1866)
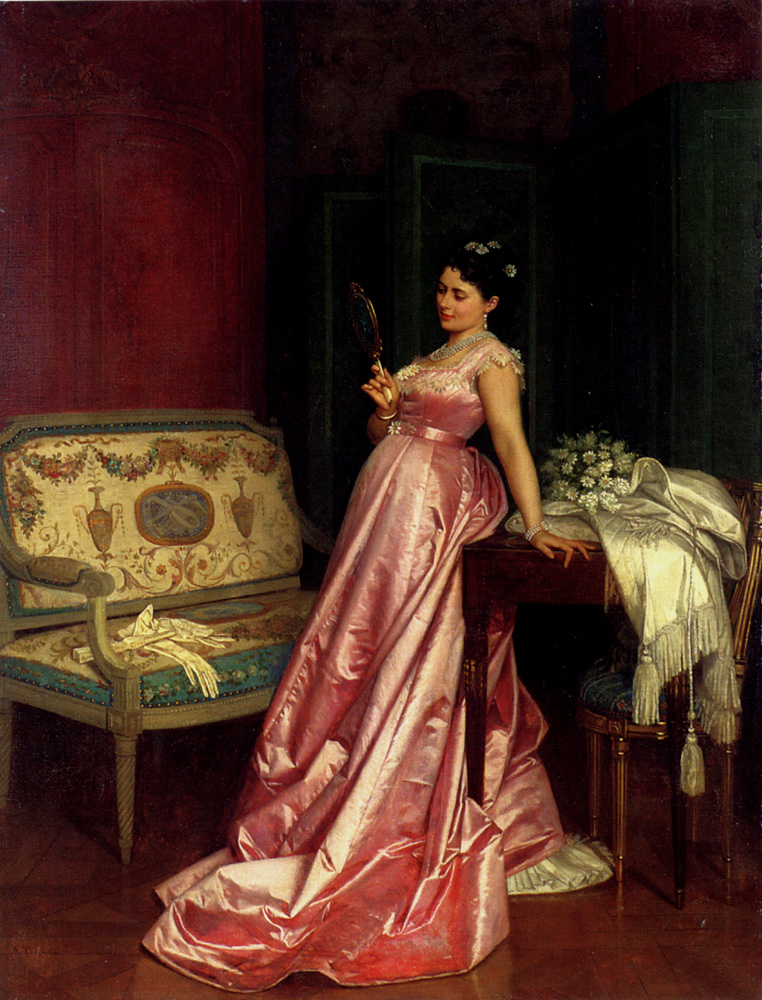
Le miroir (1868)
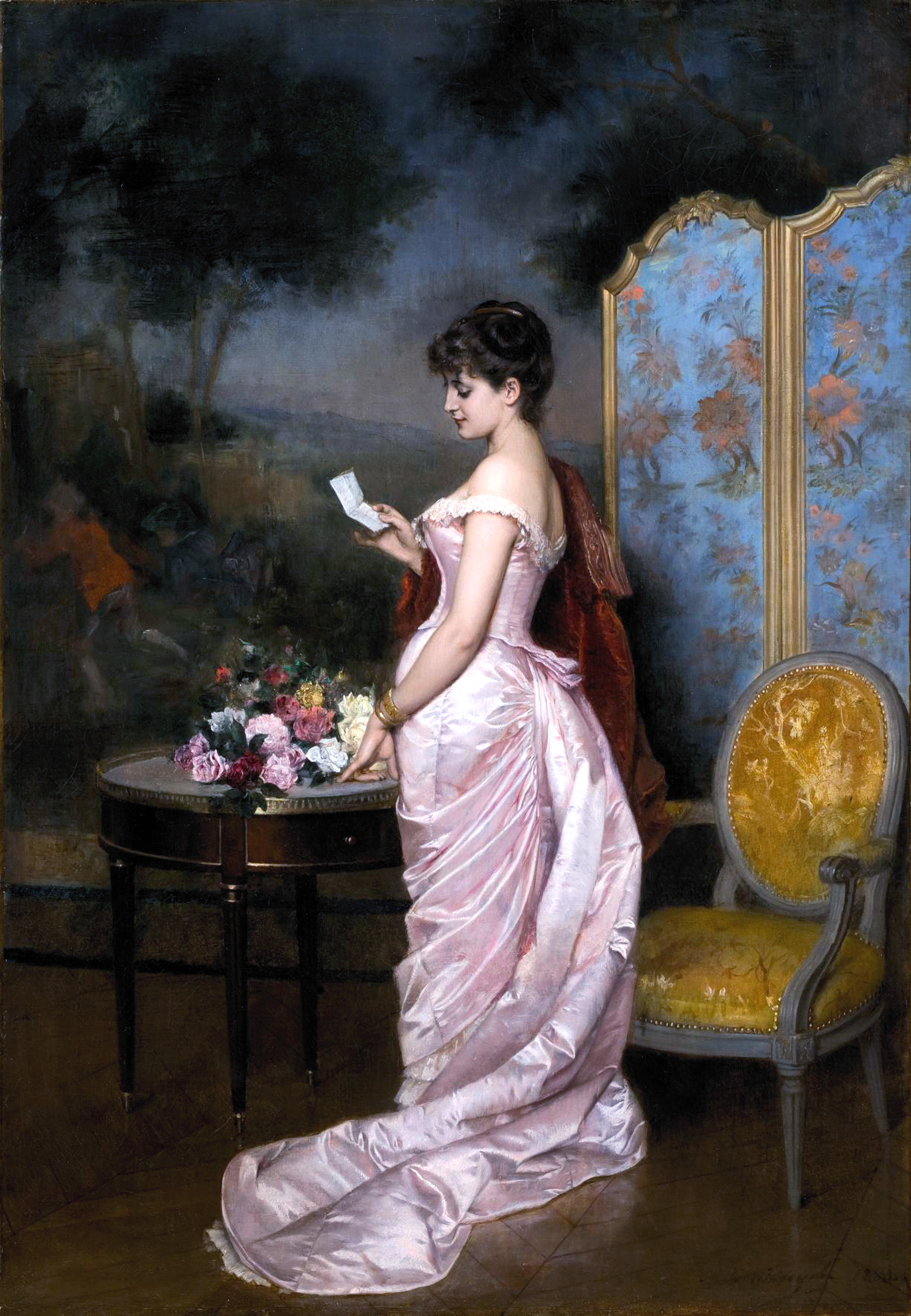
Le billet (1883)
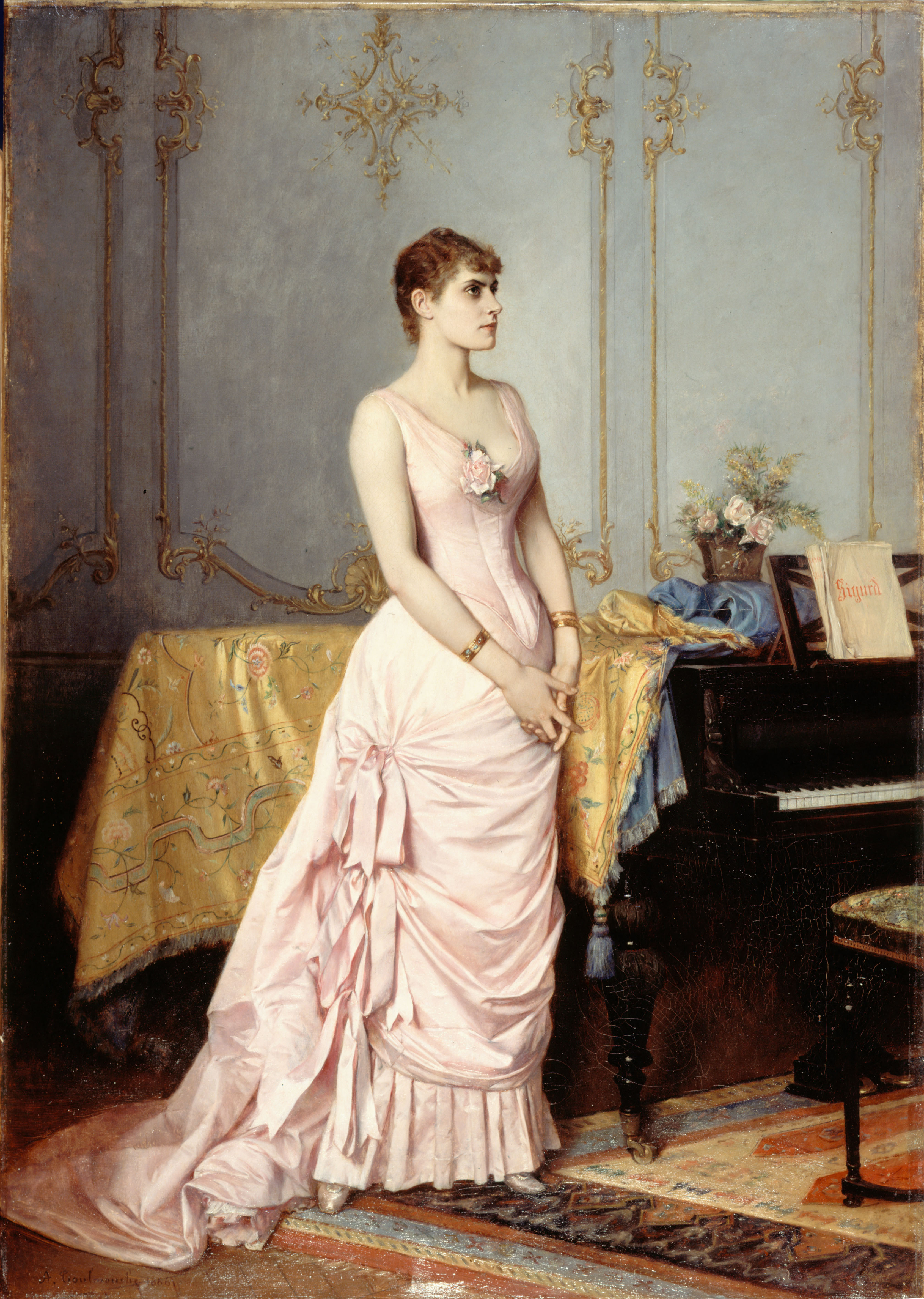
Rose Caron (przed 1890)